# Euphydryas desfontainii

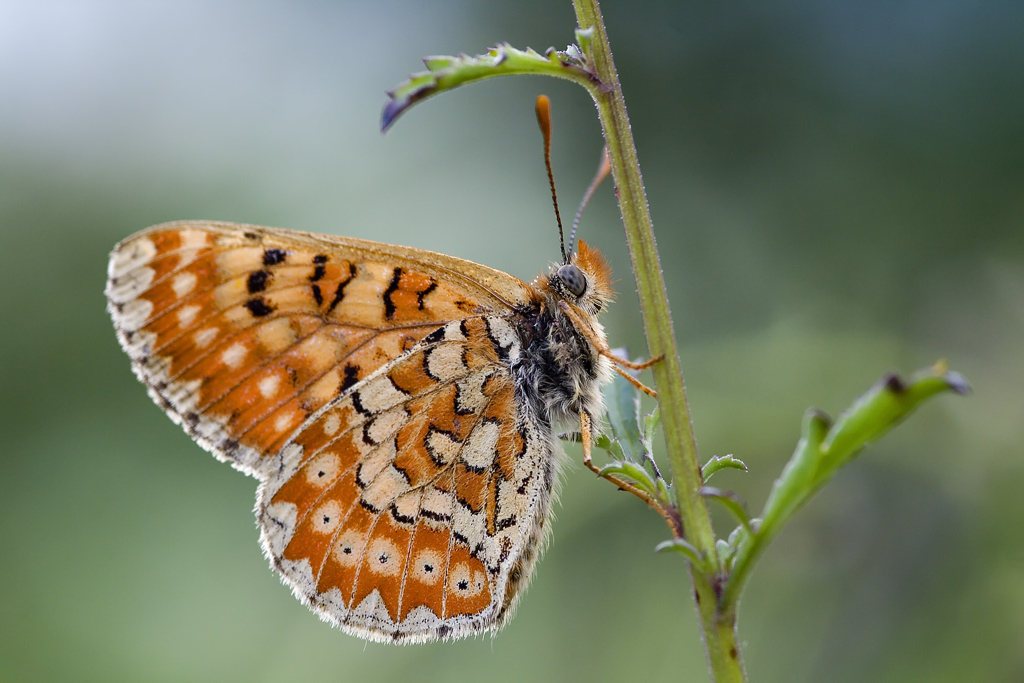
Flügelunterseite

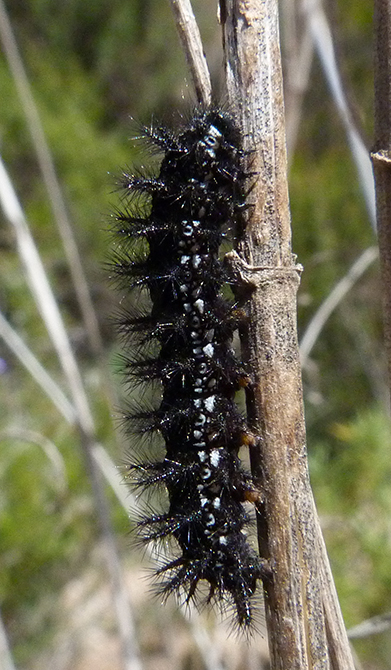
Raupe

Euphydryas desfontainii, zuweilen auch Spanischer Scheckenfalter genannt, ist ein Schmetterling (Tagfalter) aus der Familie der Edelfalter (Nymphalidae). 

## Merkmale

### Falter
Die Flügelspannweite der Falter beträgt 40 bis 45 Millimeter. Vorder- und Hinterflügel zeigen auf der Oberseite ähnliche Zeichnungselemente. Von der jeweils gelbbraunen Grundfarbe heben sich dünne schwarzbraune Querlinien ab. In der Submarginalregion ist eine aus rotorange- bis gelborangefarbigen Flecken gebildete Binde erkennbar. Unterhalb des Vorderrandes hebt sich ein großer sowie ein kleinerer orangefarbener Fleck ab. Weibchen sind etwas kontrastärmer gezeichnet. Die Flügelunterseiten zeigen ein ähnliches Muster wie die Oberseiten, sind cremefarben, gelblich und orange gefärbt und zeigen schwärzliche Zeichnungselemente auf der Vorderflügelunterseite.

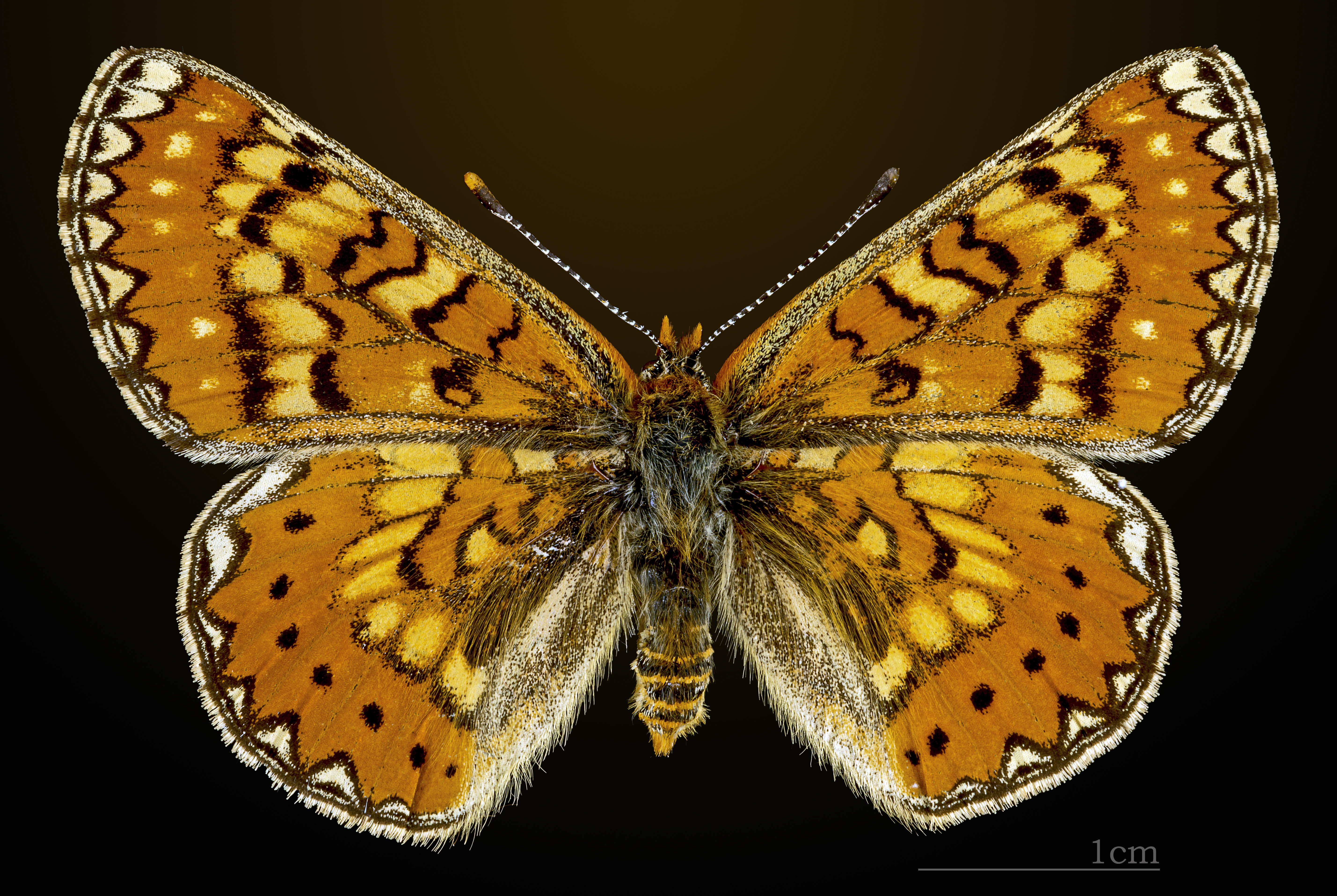
Dorsalansicht
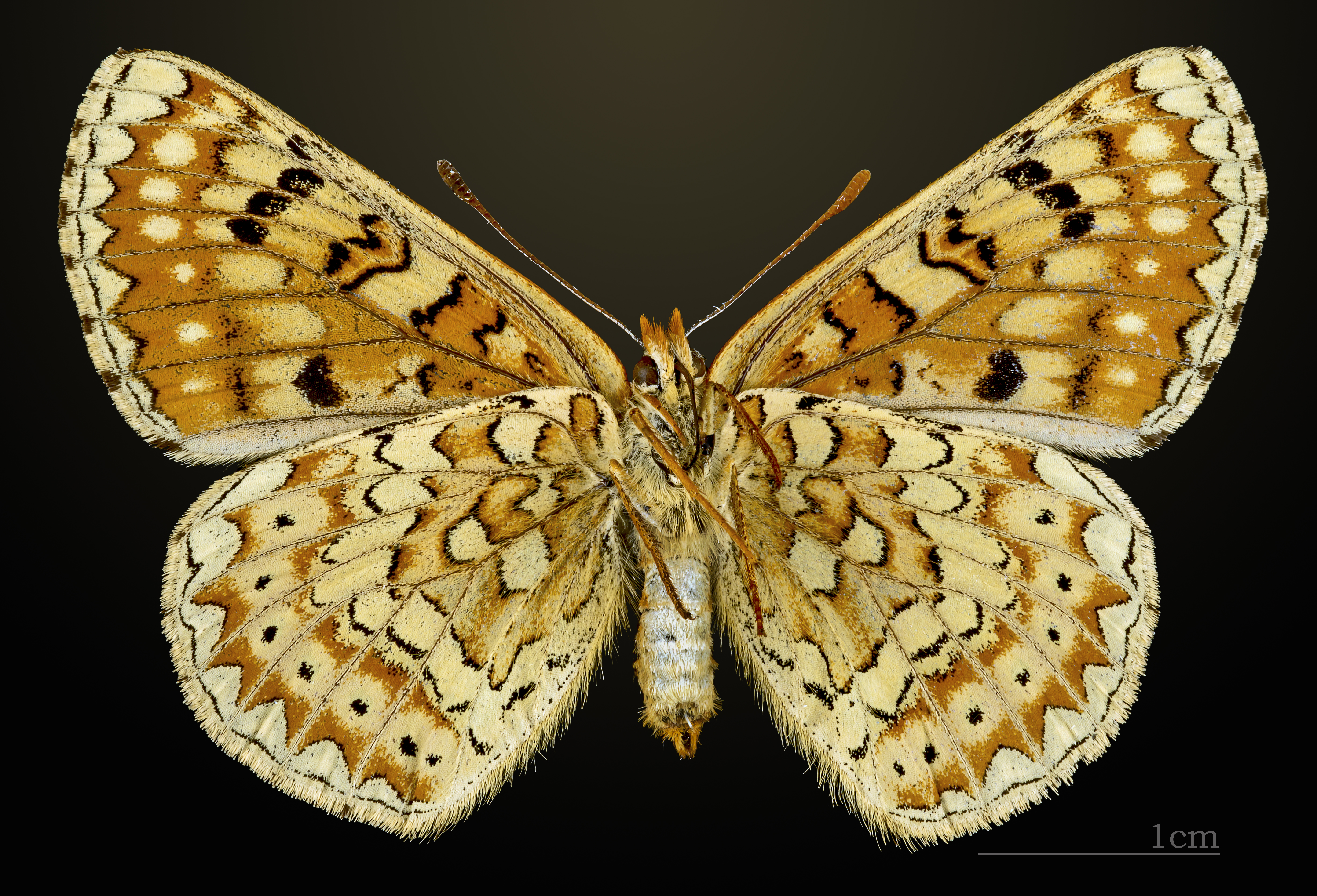
△ Ventralansicht

### Ei, Raupe und Puppe
Das Ei hat eine gelbe Farbe und wird in Gruppen an Blättern der Nahrungspflanze abgelegt.
Ausgewachsene Raupen sind schwarz gefärbt und zeigen auf dem Rücken viele sehr kleine grauweiße Punkte sowie breite, unterbrochene weiße Seitenlinien. Sie sind auf der gesamten Körperlänge mit stark verzweigten schwarzen Dornen bestückt. Der Kopf ist glänzend schwarz.
Die Puppe ist weißlich und mit vielen kleinen schwarzen und orangefarbenen Flecken versehen.

### Ähnliche Arten
Beim Skabiosen-Scheckenfalter (Euphydryas aurinia) ist die schwarze Zeichnung auf der Vorderflügelunterseite schwächer als bei Euphydryas desfontainii ausgebildet.

## Verbreitung und Vorkommen
Die Art ist in Marokko, Algerien, auf der Iberischen Halbinsel und in den französischen Ostpyrenäen lokal verbreitet. Sie besiedelt bevorzugt heiße, trockene, grasreiche und mit Sträuchern bestandene Gebiete sowie felsige Schluchten, ausgetrocknete Bachbetten und aufgelassenes Kulturland.

## Lebensweise
Die Falter fliegen in einer Generation von Ende April bis Ende Juni. Junge Raupen leben gesellig in aus Seidenfäden gesponnenen Nestern. Sie überwintern einzeln halberwachsen und ernähren sich von einer Vielzahl von Pflanzen, beispielsweise von Karden- (Dipsacus), Skabiosen- (Scabiosa), Schuppenkopf- (Cephalaria) und Witwenblumen-Arten (Knautia), insbesondere von der Acker-Witwenblume (Knautia arvensis). Bei Zuchten wird auch Gewöhnlicher Teufelsabbiss (Succisa pratensis) angenommen.